# John W. Thomas

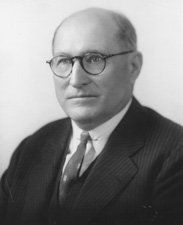
John W. Thomas

John W. Thomas (* 4. Januar 1874 im Phillips County, Kansas; † 10. November 1945 in Washington, D.C.) war ein US-amerikanischer Politiker der Republikanischen Partei, der den Bundesstaat Idaho im US-Senat vertrat.

## Leben
John Thomas kam auf einer Farm in Kansas zur Welt. Er besuchte die Dorfschule und später das Central Normal College in Great Bend. Danach wurde er als Lehrer tätig und bekleidete von 1898 bis 1903 das Amt des Superintendent of Schools im Phillips County. Von 1906 bis 1909 arbeitete er in Colby für das Land Office, ehe er nach Gooding in Idaho umzog, wo er im Bankgewerbe beschäftigt war und Viehzucht betrieb. Mit seiner Frau Florence hatte er eine Tochter: Mary Brooks wurde später als Staatssenatorin von Idaho selbst politisch aktiv und war von 1969 bis 1977 Direktorin der United States Mint.

## Politische Laufbahn
1917 wurde Thomas für eine zweijährige Amtszeit zum Bürgermeister von Gooding gewählt. Zwischen 1925 und 1933 gehörte er dem Republican National Committee an.
Nach dem Tod seines politischen Mentors Frank Gooding wurde Thomas von Idahos Gouverneur H. C. Baldridge zu dessen Nachfolger im US-Senat berufen. Er nahm sein Mandat ab dem 30. Juni 1928 wahr und wurde in einer Nachwahl für Goodings verbleibende Amtsperiode bestätigt. Thomas bewarb sich 1932 für eine komplette Amtszeit, unterlag aber dem Demokraten James P. Pope.
In der Folge war er zunächst wieder in seinen vorherigen Geschäftsbereichen tätig. 1940 zog er erneut in den Senat ein. Wieder wurde er vom Gouverneur, in diesem Fall C. A. Bottolfsen, zum Nachfolger eines verstorbenen Senators (William Borah) bestellt. Erneut gewann er in der Folge auch die Nachwahl für die restliche Amtsperiode sowie diesmal auch die Wahl für eine komplette sechsjährige Amtszeit 1942, wobei er sich jeweils gegen den Demokraten Glen H. Taylor durchsetzte. Jedoch verstarb John Thomas bereits drei Jahre später selbst im Amt.